# Alstom Ferroviaria
Alstom Ferroviaria, anciennement Fiat Ferroviaria, est un constructeur ferroviaire italien, filiale du groupe français Alstom depuis 2001.
Fiat Ferroviaria S.p.A. était la filiale du groupe italien Fiat S.p.A. spécialisée dans le domaine ferroviaire et tramviaire. Elle a été vendue au groupe français Alstom en 2001 et renommée depuis Alstom Ferroviaria S.p.A.. La division Fiat Ferroviaria est réputée dans le monde pour avoir notamment conçu et réalisé le premier autorail au monde en 1930 et les fameux trains pendulaires Pendolino dont 440 exemplaires sont en service dans douze pays dans le monde.
Le principal site de construction est situé à Savillan (Savigliano) dans la province de Coni (Cuneo), au sud de Turin. Fiat Ferroviaria a longtemps disposé d'une très importante filiale de production Materfer en Argentine, cédée à des industriels locaux lorsque le groupe Fiat a décidé de se retirer du secteur ferroviaire en 2001.

## Histoire

### La constitution de Fiat Ferroviaria
La section « Materiale Ferroviario » était, à l'origine, une section de la société FIAT SpA, créée en 1917, après le rachat de la société turinoise Diatto. Très vite elle est appelée FIAT « Sezione Materiale Ferroviario » d'où son diminutif de FIAT MaterFerro ou simplement FIAT MaterFer,.
En 1938, FIAT absorbe la société OM de Milan et fusionne ses sections spécialisées avec les siennes. Fiat Materfer s'enrichit des cinquante ans d'expérience dans la production ferroviaire de OM.
En 1960, le groupe Fiat crée une filiale en Argentine, la Fiat Concord  S.A.I.C. et une usine à Córdoba avec ses quatre divisions : automobile, poids lourds, matériel agricole et matériel ferroviaire.
La division Fiat MaterFer dispose alors de plusieurs sites industriels :
- un atelier pour la production des locomotives et wagons dans l'usine Fiat-Rivalta à Turin,
- un atelier dans la première usine Fiat, Corso Marconi à Turin, pour la production des tramways,
- les usines ex OM de Milan et Brescia,
- la nouvelle usine de Córdoba en Argentine.

En 1973, le groupe Fiat rachète à la société CEAT sa filiale SNOS « Società Nazionale Officine di Savigliano » - Société Nationale des Usines de Savigliano, créée en 1880 et spécialisée dans la construction ferroviaire. Fiat MaterFer transfère sur cet immense site ses bureaux et en fait son site principal de production. Les ateliers historiques MaterFer de Rivalta à Turin sont aussitôt absorbés par la division automobile qui manque cruellement de place,,.
Dans le cadre de la restructuration et de la réorganisation de Fiat SpA en holding ayant conduit à la création de Fiat Group la société Fiat Ferroviaria Savigliano est née et regroupe : 
- Fiat Ferroviaria Savigliano SpA, société mère dont le siège social était implanté à Turin, Via Magenta 14,
- Elettrotrazione SpA, une filiale basée à Turin,
- O.ME.CA. SpA, filiale à 50% implantée à Reggio de Calabre,
- Ferrosud SpA, filiale à 50% implantée à Matera,
- Intermetro SpA, filiale implantée à Rome,
- Elettromaccanica Parizzi SpA, une filiale basée à Milan.

Au début de l'année 1988, le nom de la société est simplifié en Fiat Ferroviaria.
Après avoir formé, en 1998, une importante société conjointe (50/50) au Royaume-Uni dans le matériel ferroviaire, pour fournir à Virgin Trains, concessionnaire de la West Coast Main Line, 53 rames de type Pendolino et l'entretien du matériel roulant aux termes d'un contrat de plus de 1,5 milliard d'€uros, Fiat Ferroviaria et Alstom ont décidé de resserrer leurs liens, ce qui pourrait déboucher sur un mariage.

### L'histoire de Fiat Materiale Ferroviario
La société turinoise Fiat, créée en juillet 1899, est déjà très occupée à fabriquer des camions, des avions et des moteurs pour subvenir aux besoins des armées italiennes et alliées en guerre lors de la Première Guerre mondiale, lorsqu'au cours de l'assemblée extraordinaire du 7 décembre 1917, elle décide d'acquérir la société Diatto afin d'accroître sa capacité de production et de préparer la sortie du conflit avec de nouveaux produits. La proposition a déjà été défendue par le sénateur et patron de la société, Giovanni Agnelli, lors du conseil d'administration du 25 octobre 1917 ; elle était justifiée par le simple fait que le train s'était avéré une arme stratégique très efficace, sachant que le parc matériel roulant des FS nouvellement créées était nettement insuffisant. L'unification de l'Italie ne remonte qu'à 1861 ; les FS ont été créées au tout début du siècle pour regrouper les différentes sociétés jusque-là concessionnaires, privées et indépendantes.
Diatto était une petite société quasi artisanale, spécialisée dans la construction de véhicules tramviaires urbains et de banlieue. L'entreprise est solide, avec des produits à l'avant garde et un capital important de deux cents millions de £ires de l'époque. Elle recherchait l'occasion pour enrichir sa gamme dans la construction ferroviaire électrique en collaboration avec la division motorisation de Fiat et l'appui de la famille Agnelli depuis 1905.
Giovanni Agnelli (le fondateur de Fiat), sénateur et grand-père de l'Avvocato Gianni Agnelli des années 1980, a observé un véhicule ferroviaire équipé d'un moteur à essence construit par les frères Diatto et présenté à la Foire de Liège, très prometteur au niveau de l'efficacité de transport. Il a alors obtenu de son conseil d'administration, le 8 août 1905, l'autorisation pour débloquer un financement de 100 000 £ires pour financer une campagne de recherche et d'essais commune aux deux sociétés. Il obtint de plus la concession de deux lignes de service ferroviaire, la ligne Turin-Pino-Chieri et une ligne dans le Parc des expositions de Milan pour l'Exposition universelle de Milan de 1906.
L'objectif était clairement affiché : réaliser une nouveauté et en déposer les brevets, de manière à constituer une base solide pour en exploiter les résultats et développer une future activité.
Diatto est surtout une société de carrosserie qui ne possède pas la technologie avancée pour créer les bogies pour ces nouveaux produits dont Fiat va se faire un des meilleurs spécialistes au monde.
Le rachat de l'entreprise par Fiat en 1917 intervient en une période critique ; la société est, à l'époque, réquisitionnée par l'armée, et elle n'aurait certainement pas pu reprendre son activité antérieure à la fin du conflit, et donc, n'aurait jamais pu maintenir son avance technologique dans sa spécialité. La construction ferroviaire évoluant rapidement avec l'utilisation de structures en acier.
Fiat, avec cette acquisition, obtient aussi les brevets du bogie Brill, un bogie à la pointe de la technique des années 1904 à 1927. De plus, Fiat termine le développement de son propre bogie mono-essieu. La société Diatto a breveté différents types de trams à écartement normal et large (1 525 mm), des voitures à forte capacité (100 passagers), des voitures coloniales pour les régions chaudes avec une très bonne isolation thermique.

### L'après-guerre: Fiat Sezione Materiale Ferroviario
Après avoir acquis Diatto, la section aciéries de Fiat peut finalement contribuer à son développement grâce à son savoir-faire. Elle participe activement à la création du bogie type Commonwealth, spécialement destiné à l'utilisation intensive des nouvelles locomotives et rames automotrices, mais qui, dans la pratique, est surtout utilisé sur les wagons et les tramways, dont certains sont encore en service. La Section Fiat Grandi Motori développe en un temps record une technologie de traction mixte thermique-électrique qui est opérationnelle dès 1923, pour équiper des automotrices diesel. Ces engins se révèlent beaucoup plus efficaces et pratiques que ceux à vapeur. Cette invention trouve rapidement une première application dans la mise au point d'une locomotive de 1 300 Ch en 1925.
C'est Fiat Ferroviaria qui a inventé ce type de propulsion et qui, le premier au monde, en a équipé une série de locomotives de nouvelle génération pour les FS.
Le système Fiat diesel-électrique s'est révélé bien supérieur à celui de son concurrent italien direct, le système OM à vapeur. Fiat est confronté à l'utilisation de la transmission électrique et à la complexité des appareils nécessaires pour une boîte de vitesses mécanique. C'est pourquoi il est décidé, et cela ne fut pas facile à faire accepter, d'associer une autre grande entreprise italienne, Tecnomasio, spécialisée en électrotechnique.
En 1925, Fiat développe une locomotive diesel-électrique de 1 300 Ch. Peu d'informations sont disponibles, mais il est certain que c'est le premier (ou l'un des tous premiers) projet(s) conduit(s) en collaboration avec l'ingénieur Bianchi, chef des services techniques des FS-Ferrovie dello Stato Italiane (Chemins de fer italiens). Ce qui est certain, en revanche, c'est que grâce à ce projet les techniciens de Fiat ont acquis les compétences nécessaires pour développer la locomotive qui sera le fleuron des FS, la fameuse E.626.
En 1926, Fiat Sezione Ferroviaria développe un bogie très particulier avec des essieux pivotants pour une utilisation sur les lignes de banlieue et locales, ce qui permet de réduire des rayons de courbure et user beaucoup moins les rails.
Fiat se spécialise également dans la traction diesel et notamment dans la conception d'automotrices et autorails diesel. Les premières applications trouvent immédiatement un débouché dans les transports urbains et dans les colonies italiennes en Afrique, surtout la Somalie.
Les techniciens Fiat ne sont jamais vraiment satisfaits de l'utilisation de la transmission électrique. Depuis 1924, un gros effort en recherche et développement est consenti afin de mettre au point un bogie pour des automotrices avec une transmission mécanique. Les groupes électrogènes deviennent toujours plus impressionnants avec l'augmentation des puissances, si bien qu'à partir de 1926, ils commencent à monter les moteurs sur la caisse et non plus sur les bogies. Pour la Fiat TA 150, une version de bogie à transmission mécanique est spécialement développée, mais un an plus tard, Fiat met au point un système à engrenages coniques et bielles qui est installé sur un prototype de la TA 150.

### Il Treno Reale: le train royal italien
Rappel : l'Italie est constituée en 1860 avec Garibaldi, mais reste un royaume jusqu'en 1945
En 1925 la famille royale d'Italie lance un appel d'offres pour la réalisation d'un train spécial de grand luxe destiné aux voyages officiels du roi. Fiat participe naturellement et devance les majors dans ce domaine, que sont les sociétés Ansaldo, Piaggio et Breda. Fiat peut compter sur la grande expérience de Diatto dans les voitures de luxe. La conception artistique est confiée à Giulio Casanova, artiste et titulaire d'une chaire à l'Académie Albertina jusqu'en 1940.
Le résultat est remarquable, riche en symboles et motifs typiques des palais anciens dont l'Italie regorge. Livré le 14 mars 1929, le train fait l'admiration de toutes les cours d'Europe[réf. souhaitée] pour sa qualité et son luxe. Composé de trois voitures, une pour la Reine, une salle à manger et une voiture pour le Roi, ce nouveau train vient seconder le précédent construit par la société SNOS de Savigliano, au sud de Turin, et destiné aux princes et aux notables de royaume. Une rame similaire à 2 caisses a été commandée par le roi d'Égypte.

### L'invention de l'autorail: laFiat Littorina
Pendant ce temps, le transport routier avance à pas de géant, même au sein de Fiat, avec sa division Fiat V.I.. Les moteurs sont moins encombrants et offrent un meilleur rendement, les transmissions mécaniques, les bogies équipés de suspensions ont également permis d'améliorer de façon notable le matériel ferroviaire.
Entre 1931 et 1933, Fiat dépose un nombre très important de brevets, sur la partie mécanique et sur les systèmes de guidage et de signalisation. Des brevets sont même déposés sur l'utilisation de systèmes électromagnétiques pour la sécurité des lignes. Une boîte de vitesses mécanique à quatre rapports et cardans pour une vitesse de 130 km/h est même brevetée.
Grâce à sa division aéronautique Fiat Avio, le constructeur italien utilise très tôt les alliages légers. Ces nouveaux matériaux font leur apparition dans les revêtements des voitures en acier.
C'est ainsi qu’apparaît l'automotrice FS ALb 48, ou AU4 selon l'appellation FS ou Fiat et l'ALb 80. Cette dernière est utilisée pour une tournée internationale de présentation en Russie, à Moscou, Léningrad et Sotchi, où elle remporte tous les records de vitesse en divisant carrément par deux les temps des parcours entre ces villes. Les commandes affluent chez Fiat Division Ferroviaria.
En 1933, l'ALb 48 est mise en service actif sur le réseau des FS, entre Turin, Santhià et Biella.
Fiat Sezione Materiale Ferroviario est désormais entré dans le cercle très fermé des grands constructeurs mondiaux en très peu de temps, avec plus de 250 matériels de traction en service sur le réseau national italien. Les ALn 40 mises en service effectif en 1938 assuraient la liaison rapide entre Turin et Milan en 1 h 24 minutes sans arrêt, avec des pointes à 130 km/h.
Le besoin de plus de puissance et de capacités transportées supérieures pousse Fiat à orienter ses efforts, temporairement, vers les rames automotrices plutôt que vers les locomotives de traction. C'est en 1934 que la rame ATR.100 (Fiat 016 selon la nomenclature usine Fiat), est dévoilée. C'est une rame composée de trois voitures sur quatre bogies, mue par deux moteurs de 500 cv et pouvant atteindre 170 km/h. Cette rame a la particularité d'inaugurer un nouvel assemblage de rame en faisant reposer deux voitures sur un seul bogie, principe qui sera repris par Alstom pour le TGV, quarante ans plus tard.
Ces nouvelles rames climatisées de grand luxe sont livrées en neuf exemplaires aux FS dès 1936, sont destinées aux longs trajets et comportent une cuisine pour un service de repas servis à la place. À cause de l'éclatement de la Seconde Guerre mondiale, le dernier des 9 exemplaires ne sera livré qu'en 1940. L'armée saisit les moteurs de 4 rames pour être utilisés par la marine royale italienne. Quatre autres rames sont détruites lors de bombardements et par l'armée allemande. Après la fin de la guerre, les FS peuvent récupérer cinq rames ATR.100 qui sont transformées et utilisées sur les grandes lignes du nord de l'Italie non encore électrifiées.
C'est en 1938 que Fiat Ferroviaria dévoile les autorails FS ALn 56 et 556, la seconde série des premiers autorails au monde baptisés « Littorine » par les Italiens, mais avec des moteurs diesel.
En 1937, Fiat MaterFer crée le bureau technique automotrices ferroviaires expérimentales - Ufficio Tecnico Automotrici Ferroviarie Sperimentali : UTAFS - qui étudie deux nouvelles automotrices, l'une monomoteur, la L.101, avec le bogie antérieur motorisé et deux essieux moteur, l'autre bimoteurs, la L.102, avec un essieu moteur sur chaque bogie, toutes deux équipées de moteurs placés dans la caisse. Ce projet amène Fiat à concevoir un bogie de nouvelle génération. C'est en 1944-1945 que voit le jour la L.103, évolution logique de la L.102.
D'un longueur de 25 mètres, la L.101 disposait de 64 places et la L.102 de 72, avec des caisses autoporteuses en acier. Elles sont équipées d'une face avant aérodynamique de conception très novatrice. La L.101 a un moteur de 440 cv, Fiat Tipo 352 à 12 cylindres opposés, boite de vitesses mécanique à six rapports, des bogies de 3,5 m avec une vitesse supérieure à 140 km/h. La L.102 a deux moteurs Fiat Tipo 700 000, 6 cylindres développant 370 ch, une vitesse dépassant les 120 km/h et une boîte synchronisée.
Malheureusement la L.101, la plus novatrice, est détruite pendant la Seconde Guerre mondiale lors du bombardement de la gare de Torazza, ainsi que tous les documents d'étude et les résultats des essais. On ne dispose aujourd'hui que d'une seule photographie prise en 1939 ou 1940. Cette perte est très critique pour le développement industriel de la société, attendu que la L.101 devait être la première d'une grande lignée de machines développées pour la reconstruction du pays à la fin du conflit. La L.103, semblable à la L.102 mais avec une caisse en tôle simple, est mise en service sur la ligne Brescia-Iseo-Edolo. La L.102 est réaménagée et sert de train présidentiel pour la République de Bosnie-Herzégovine, avant que le maréchal Tito n'unisse la Yougoslavie.
En 1938, Fiat rachète la société OM - Officine Meccaniche de Milan, un des plus grands et réputés constructeurs italiens de matériel ferroviaire, de camions et de voitures de l'époque. Avec les bureaux d'études OM, Fiat réalise le prototype du nouvel autorail ALn 72, en version diesel et vapeur avec des moteurs OM. À partir de la version diesel, de nombreux autres matériels sont créés : les ALn 772, 990 et 668, mais aussi les TER et TAF pour la Renfe espagnole.

#### Les autorails Fiat ALb en promotion à travers le monde
Après avoir présenté et fait connaître ses autorails équipés, à l'origine de moteurs essence, plusieurs pays ont voulu voir ces matériels pour le moins révolutionnaires pour l'époque en conditions réelles de fonctionnement chez eux.
Deux modèles ALb 80 effectueront entre 1933 et 1934 deux tournées commerciales à l’étranger. La première fut exposée et testée en Suisse, Autriche, Tchécoslovaquie et Hongrie. La seconde alla directement en Russie où elle fut exposée et testée à Leningrad (ex Saint-Pétersbourg) et Sochi sur la Mer Noire. Un article très détaillé sur cette grande aventure, rédigé par Lorenzo Bertolin, a été publié sur la revue italienne iTreni n.46 en janvier 1985. Pour circuler sur le réseau russe, les ALb 80 durent être adaptée à l'écartement local des voies, plus important de 89 mm à 1,524 mm. Cela nécessita le remplacement des bogies dans la gare de Negoreloe, située de nos jours en Biélorussie.
En 1934, Fiat organisa une seconde tournée à travers l'Europe avec le modèle ALb 48. Parti de Turin, il fut exposé et testé à Berne, Graz, Vienne, Prague, Varsovie, Cracovie et Budapest. L'autorail et son équipage sont rentrés en Italie après avoir parcouru plus de 3 000 km.
Ces deux tournées promotionnelles eurent un impact médiatique très important dans la presse étrangère de quasiment tous les pays. Ces matériels ferroviaires étaient unanimement qualifiés de futur du chemin de fer. L’effet commercial ne fut pas aussi important car quasiment tous les pays n'avaient pas les ressources suffisantes pour investir dans des autorails alors qu'ils devaient se préparer à faire face à la Seconde Guerre mondiale qui s'annonçait. Seule la Russie commanda des autorails modèle FIAT 023 de 1935, dérivés des ALb 80 italiens, même longueur mais avec un nombre de places assises réduit de 80 à 72 avec l'ajout un compartiment indépendant sécurisé pour les bagages spéciaux ou avec fauteuils pour les hauts dignitaires.

### La libération
Les compagnies de chemin de fer de tous les pays, impliqués ou pas dans le conflit, se retrouvent exsangues au lendemain du conflit. La plupart avec un parc matériel complètement en ruine ou ne disposant que de quelques rares machines encore en état de marche. Les pièces de rechange sont devenues une denrée rarissime au cours des années de guerre. Les lignes sont au mieux très endommagées sinon à reconstruire, l'électrification inutilisable si bien que les seules lignes encore capables de laisser circuler des trains reçoivent des convois dont la traction est confiée aux anciennes machines à vapeur. Le parc matériel des FS a très sérieusement souffert des bombardements, plus de 80 % des wagons sont inutilisables et 67 % des locomotives sont immobilisées. En cinq ans, Fiat doit fournir 5 850 wagons de marchandises et 455 voitures passagers, et se voit confier la remise en état de 130 automotrices afin de faire redémarrer un service minimum sur le réseau ferré italien des FS.
Ces mêmes FS décident à la même époque de reconstituer leur parc roulant en favorisant la traction électrique par locomotives et la motorisation diesel pour les autorails et rames automotrices ce qui favorisa le développement des automotrices à forte capacité équipées de moteurs posés à plat sur les bogies. Le premier résultat est le succès rencontré des ALn 990, qui entraîne de nombreuses commandes de l'étranger. À cette même époque, Fiat est leader sur le marché mondial de ce type de matériel et équipe les chemins de fer argentins, espagnols, indiens, grecs, cubains, portugais, égyptiens. Pour le marché des FS en Italie, Fiat développe les ALn 60 en 1949 et les ALn 64 en 1955, autorails couplables en multiples. Quasiment toutes les commandes ferroviaires concernent des automotrices, auxquelles viennent s'ajouter les commandes de tramways pour les grandes villes comme Rome, Florence, Turin, et à l'étranger pour Madrid notamment.
Après avoir passé ce cap de surchauffe industrielle, à partir de 1950, Fiat peut reprendre le développement de produits nouveaux et novateurs en présentant un nouveau concept de voitures pour les passagers comme les voitures lit Tipo P, voitures de luxe de fabrication complexe, avec des bogies de type Schlieren, puis bien vite remplacés par un produit Fiat de la troisième génération, le seul sélectionné pour les sept appels d'offres de la Compagnie internationale des wagons-lits. Les FS commandent pas moins de 174 voitures Fiat de ce type.
En 1951, Fiat remporte le concours pour la conception et la fabrication du train du roi d'Égypte qui doit remplacer la rame automotrice Fiat 026 ATS.1 de 1948.
C'est en 1954 que Fiat connaît le plus grand succès de son histoire ferroviaire avec l'ALn 668. Cette rame autorail connait un énorme succès auprès de nombreuses sociétés de chemin de fer dans le monde. Après avoir gagné l'appel d'offres des FS pour créer trois prototypes de ce nouveau type d'autorail pour des lignes régionales, commande Fiat 094, Fiat propose les ALn 668.1401-1403 et n'imagine pas, à ce moment-là, disposer des premiers exemplaires de la plus grande série d'autorails qui ne seront jamais fabriquée dans le monde. Certaines de ces rames fabriquées à plusieurs milliers d'exemplaires, dans de nombreux pays là où Fiat Ferroviaria est installée, sont encore en service, 50 ans plus tard.
Pendant les années de la reconstruction des pays européens ayant subi la Seconde Guerre mondiale, Fiat peut se développer et est reconnu comme le meilleur constructeur mondial de matériel ferroviaire roulant diesel.
Les compétences de Fiat dans les motorisations et le savoir-faire de sa filiale OM lui permettent de développer pas moins de douze prototypes de locomotives diesel-électriques en seulement huit ans, entre 1946 et 1954, en démontrant une capacité industrielle et une vitalité insoupçonnées à l'époque. Les prototypes servent à explorer différentes combinaisons de traction de type « Co-Co » ; « Ao1Ao-Ao1Ao ». D'autres expériences sont conduites sur les diverses configurations de moteurs diesel rapides et lents, à plat ou verticaux, avec des alésages différents et un nombre de cylindres variable.
Différentes solutions sont mises en œuvre en Argentine où Fiat reçoit commande d'une série de 280 unités à assembler localement par le "Consorzio GAIA", qui implique également OM. En Italie, Fiat fabrique les vingt premiers exemplaires de la série D.341, dans quatre configurations différentes, pour tester différents fournisseurs de moteurs avec la partie électromécanique unifiée. Le résultat fut très positif pour Fiat qui obtint haut la main la commande de la série complète des 85 locomotives équipées du moteur Fiat Grandi Motori 2312.SF.
Pour un certain nombre de commandes étrangères, Fiat se sert dès 1958 de sa filiale en Argentine, Fiat Concord MaterFer, dont le centre de production est situé à Córdoba, là où les autres unités de Fiat comme Fiat Auto et Fiat V.I. ont également installé leurs propres usines.
Deux ans seulement après la pose de la première pierre de cette nouvelle usine, Fiat Concord MaterFer livre sa première locomotive. Entre 1962 et 1975, Fiat Concord fabriquera 1 500 voitures voyageurs standard ainsi que de nombreuses voitures Grand Confort TEE et Eurofima.
Désormais classé parmi les géants du secteur, Fiat Ferroviaria décide de défier les constructeurs américains sur leur propre marché, avec la réalisation d'une locomotive diesel-électrique légère mais très puissante spécifiquement pour le marché américain. C'est ainsi qu'en 1961 Fiat Ferroviaria dévoile la E.10011, avec la participation de Alsthom (avec un H à l'époque !) pour la partie électrique.
La mécanique dérive directement de la E.341 avec quelques évolutions techniques. Cette locomotive n'arrivera jamais aux États-Unis à la suite de facteurs extérieurs pénibles. Le prototype est immatriculé par les FS D.461 et utilisé sur la ligne du Brenner jusqu'à sa radiation en 1978.
C'est également à partir de cette première, qu'une collaboration entre Fiat Ferroviaria et Alsthom s'établit de façon durable. Elle commence avec la fabrication de locomotives destinées à la Pologne et dérivées de la fameuse D.461. Successivement Fiat Ferroviaria conçoit plusieurs modèles pour le Chemin de fer General Manuel Belgrano en Argentine, dont une motrice de 1 000 cv et une de 2 000 cv qui devaient avoir une adhérence à la voie particulièrement importante.
Fiat obtient la commande des nouvelles locomotives D.343 et D.443, deux versions similaires mais de puissances différentes : 1 000 cv et 1 500 Cv. Pour satisfaire cette commande de 1964, Fiat développe la transmission à anneau dansant, petit joyau de technologie qui est reprise par la suite dans de nombreux autres projets.

### Les années 1970
Le monde de la construction ferroviaire fait des avancées extraordinaires, et dès 1965, Fiat ressent la nécessité de faire progresser sa technologie dans le domaine des bogies dont le Tipo 27 datant des années 1956/57 ne peut plus maintenir sa supériorité très longtemps. Fiat lance un grand programme de recherche et développement et présente successivement plusieurs modèles, le Tipo 24 pour les voitures passagers et le Tipo 1040-920 pour les locomotives électriques.
Le 24 novembre, le « Programme de calculs pour un nouveau bogie pour automotrices » est lancé. Les premiers tests à grande vitesse, 331 km/h, ont montré qu'un bogie traditionnel endommage sérieusement les rails et que le contact avec la voie est délicat à cette vitesse.
Le projet conduit naturellement à la mise au point de la troisième génération de bogies. Cela représente un saut technologique très important, mais Fiat a acquis la capacité de répondre aux cahiers des charges des trains TEE - Trans-Europ-Express de grand confort. Fiat propose deux types différents, le 7195CS, et le Tipo F71. Le F71 répond parfaitement au cahier des charges TEE, et est utilisé ensuite sur toutes les voitures Grand Confort européennes. Le Tipo F71 est un énorme succès, ce qui permet à Fiat de maintenir son avance sur ses concurrents. Le bogie dépasse de plus de 50 % les critères minimaux imposés pour le confort vertical et de 350 % pour le confort transversal. Le succès est tel que les FS commandèrent 212 voitures supplémentaires équipées du F71. Le bogie Fiat F71 devient le standard de facto pour tous les convois rapides de 200 km/h. La précision technique nécessaire lors de sa construction met en œuvre des installations coûteuses d'avant-garde telles qu'aucun concurrent ne pourra fabriquer ces bogies sous licence.
En 1972, le bogie Fiat F71 est choisi par le groupement Eurofima pour équiper toutes les voitures voyageurs européennes et devient le standard.
Après le F71 de 1970, Fiat Ferroviaria fait évoluer son bogie vers le Y32 en 1976. Comme son aîné, il est certifié par des compagnies internationales et devient le standard dès 1977. À partir de ces modèles Fiat dévoile les bogies de traction qui équipent les locomotives électriques mais aussi les ALe 644 et 724 (Tipo 7219).
C'est toujours à partir du F71 que Fiat développe les bogies de l'ETR 500.
C'est également à partir de 1970 que Fiat Ferroviaria capitalise son savoir-faire pour lancer les premières études de conception du premier train au monde avec pendulation active des caisses. De ces études naît le fameux Pendolino.
Un premier modèle prototype est mis en exploitation commerciale, mais le projet est parfaitement abouti et les FS ne peuvent engager leur commande à cette époque, sera l'ETR 401.
C'est en 1979 que Fiat Ferroviaria reprend le développement de locomotives électriques lourdes et puissantes. À partir des expériences acquises avec les E.444 Fiat développe les nouvelles E.633, locomotives pour trains de marchandises à empattement court et contrôle électronique.

## Identité visuelle

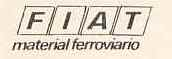
Logo de la filiale argentine de Fiat Ferroviaria.
Logo d'Alstom Ferroviaria S.p.A. (depuis 2002).

## Les inventions importantes de Fiat Ferroviaria
- 1921 : projet d'une "Voiture autorail à pétrole" - à deux essieux, un moteur et une transmission de camion sur une carrosserie de voiture de voyageurs, resté au stade de prototype,
- 1923 : première locomotive diesel pour le "Ferrovie Calabro Lucane",
- 1924 : Fiat TA.150 - premier autorail au monde, moteur diesel de 150 cv pour la colonie italienne de Somalie,
- 1924 : Fiat "Carrozza Automotrice Petroleo Elettrica" - autorail pétrole-électrique de 200 CV,
- 1925 : première locomotive diesel-électrique au monde, de 1.300 Cv - premier projet avec les FS, servira de base à la locomotive FS E.626
- 1926 : Fiat TA.280 - Autorail de 280 CV - évolution de la version 200 CV, écartement normal pour la ligne Lucques-Pontedera et avec écartement réduit en Sicile,
- 1928 : Fiat TA.180 - Autorail diesel de 180 cv à écartement normal et réduit,
- 1929 : Train du roi d'Italie,
- 1931 : Fiat ALb 25 - premier autorail avec moteur essence, en service sur la ligne Foggia-Cerignola, avec transmission par cardan au lieu de chaînes.
- 1967 : Dépôt des brevets du Pendolino - Invention du 1er train pendulaire au monde[13]